# Yakovlev Yak-50 (1949)
Yakovlev Yak-50 était un avion expérimental à turboréacteur et un intercepteur conçu en 1948 par l'OKB Yakovlev en URSS. L'avion reprenait des éléments du Yakovlev Yak-30, avec un moteur plus puissant et une flèche d'aile plus prononcée. Le Yak-50 est notoire comme le premier modèle Yakovlev doté d'un train d'atterrissage velosipednoye (bicyclette), une caractéristique reprise dans les conceptions ultérieures de Yakovlev. La désignation Yak-50 fut réutilisée plus tard pour un avion d'aérobatique à hélice.

## Conception et développement
En février 1949, le Sovmin chargea l'OKB Yakovlev de développer un intercepteur léger équipé d'un radar tout-temps et d'atteindre Mach 0.97 à 4 000 m. Le Yak-50 utilisait le moteur Klimov VK-1, inspiré du Rolls-Royce Nene britannique, également présent sur les MiG-15 et MiG-17. En réponse, d'autres bureaux produisirent aussi des prototypes, dont le Lavotchkine La-200, le MiG I-320 (ru) et le Soukhoï Su-15 (en).

## Essais
Le Yak-50 vola pour la première fois le 15 juillet 1949, atteignant Mach 1.03 lors d'un piqué. Finalement, le Yak-50 ne fut pas retenu ; le MiG-17 amélioré fut adopté. Toutefois, le train velosipednoye fut réutilisé sur les Yakovlev Yak-25 et Yak-28, démontrant son efficacité.
Le Yak-50 n'a jamais reçu de nom ASCC ni de code USAF.